# Igreja de Santa Margarida (Cabo da Praia)

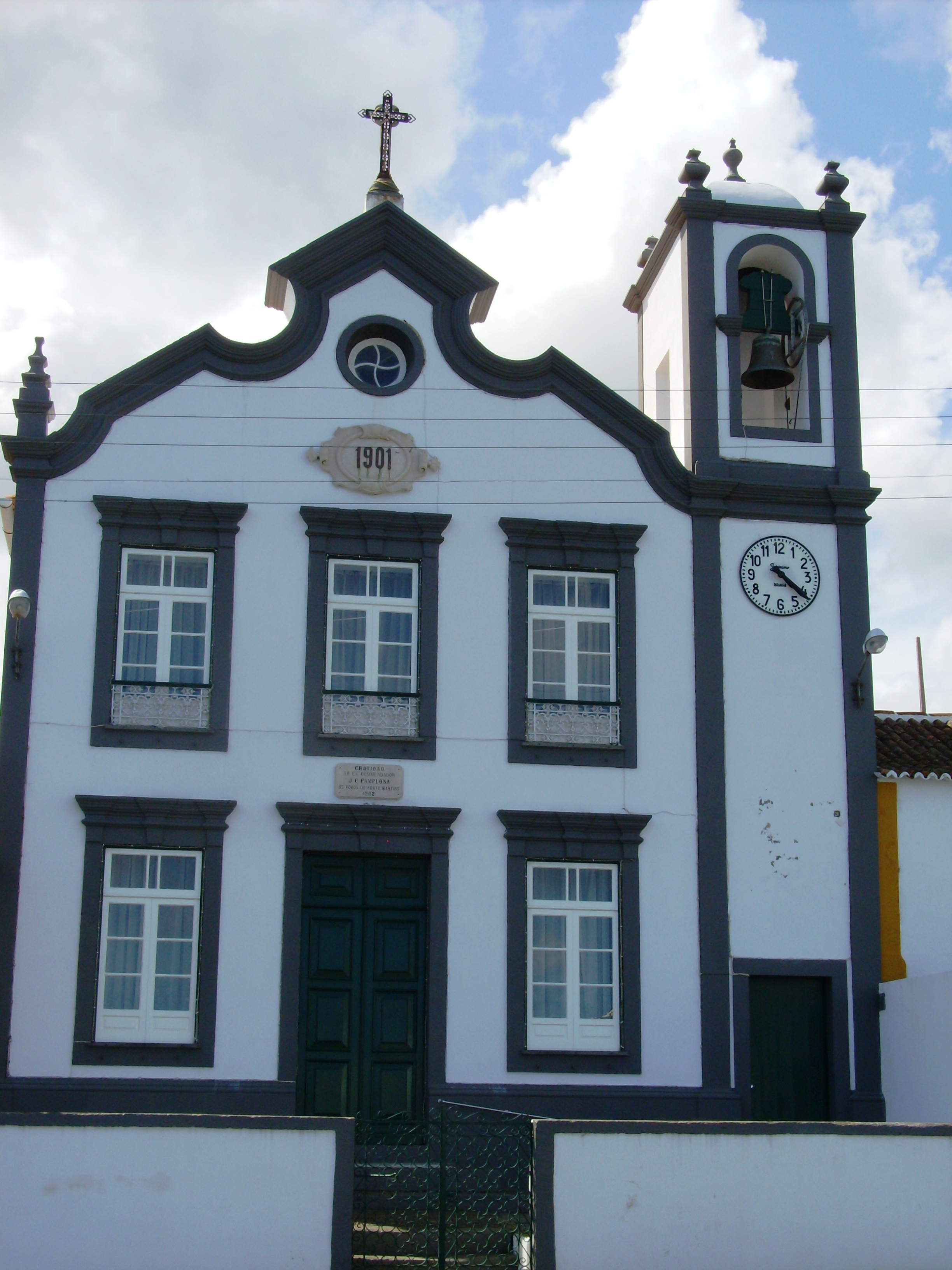
Igreja de Santa Margarida, Cabo da Praia.

A Igreja de Santa Margarida localiza-se no largo Comendador Pamplona, na freguesia de Porto Martins, concelho da Praia da Vitória, na ilha Terceira, nos Açores.

## História
Foi erguida em 1901.
Segundo o um rol publicado pelo Bispado de Angra do Heroísmo, a Igreja de Santa Margarida ficou bastante danificada e impossibilitada de servir ao culto em resultado dos estragos causados pelo Terramoto de 1980.
Com a criação da nova freguesia de Porto Martins, desanexada de Cabo da Praia em junho de 2001, passou a ser a principal igreja na nova entidade.[carece de fontes?]
Encontra-se incluída no "Inventário do Património Histórico e Religioso para o Plano Director Municipal da Praia da Vitória".

## Características
O templo apresenta planta no formato rectangular, ao qual se adossa o corpo da capela-mor também rectangular, mas mais estreito. Adossada à fachada lateral pelo lado direito, ergue-se a torre sineira e o corpo da escada que lhe dá acesso.
O corpo da sacristia da Igreja de Santa Margarida encosta-se à fachada lateral direita da capela-mor. Esta igreja tem seis vãos na fachada principal, encimados por cornija sobre a verga, correspondendo três ao piso térreo (uma porta entre janelas), e outros três ao piso superior (janelas de peito com pequenas guardas feitas em ferro fundido).
A parte superior da fachada é recortada e rematada por uma cornija que se estende à torre sineira e cuja extremidade esquerda é encimada por um pináculo.
Sobre o vão central do piso superior existe uma cartela com a data 1901, mais acima, um óculo circular e, sobre o vértice da cornija, uma cruz.
Na fachada principal há ainda uma lápide em mármore, de forma rectangular, onde se lê: "Gratidão ao Ex.º Comendador J. C. PAMPLONA. Os povos do Porto Martins, 1902"
A igreja tem uma só nave separada da capela-mor por um arco triunfal de volta perfeita. Do lado do evangelho existe um púlpito e, sobre a entrada, um coro alto. A torre sineira, de planta quadrangular, tem os vãos com arcos de volta perfeita peraltados sobre impostas.
É rematada por uma cornija encimada, nos ângulos, por pináculos. Tem uma cúpula em "barrete de clérigo".
Todo o edifício é rebocado e pintado de branco, com excepção do soco que é moldurado, das pilastras, da cornija e das molduras dos vãos que são em cantaria pintada de cinzento.
As coberturas são de duas águas, em telha de aba e canudo, rematadas por beiral simples.